# Miéna (Mali)
Miéna est une localité et une commune rurale du Mali chef-lieu d'arrondissement dans le cercle de M'Pessoba et la région de Koutiala (sud du Mali).

## Géographie
La commune s'étend sur une superficie de 190 km2, elle se situe à 63 km au nord-ouest de Koutiala, proche de la limite avec la région de Ségou. L'altitude moyenne est de 350 m.

## Population
La population, principalement bambara, minianka et peule, comptait 10 823 habitants en 1998, et, en 2009, selon les sources, 14 365 (1 880 ménages), ou 13 034,, soit, avec cette dernière source, un taux de croissance annuel de 1,71 % et une densité est de 67,5 habitants/km2. En 2013, la population était de 15 080 habitants.

## Villages
La commune compte quatre villages, le chef-lieu, Miéna et Sintéla, N'Tjéguéla et M'Pébougou. Le réseau routier est constitué de pistes.
La commune s'étend sur 4 localités relevées lors du recensement général de 2009.
Les villages les plus peuplés sont :
- Miéna (7 397 habitants)
- Sintela (4 297 habitants)
- M'Pebougou (730 habitants)

En 2023, la loi 2023-007 attribue à la commune 7 villages, fractions ou quartiers :
- Miéna
- Sintela
- N'Djeguela
- M'Pebougou
- Togoba
- N'Tobougou
- Bougoula

## Services et infrastructures
Sur le plan de l'éducation, la commune compte des classes de 1er et 2e cycles, ainsi qu'un Centre d'éducation et de développement (CED), centre villageois financé par une ONG et l'État malien visant à améliorer le taux de scolarisation. En 2006, au 1er cycle, le nombre de filles scolarisées est de moitié inférieur à celui des garçons. Miéna compte également quatre medersas.
La commune compte également un Centre de santé communautaire (CSCOM).

## Économie
La commune est située dans une zone de savane arbustive avec une faible pluviométrie. L'activité principale est l'agriculture du coton pour le commerce, et du maïs, du sorgho et du mil pour l'alimentation, ainsi que de l'élevage, principalement de bovins, de caprins et de volailles, ainsi que l'artisanat et le petit commerce.
La situation économique de la population est difficile. Les pertes agricoles dues à la sécheresse, la pauvreté, les retards dans le paiement du coton poussant la population pauvre à vendre les céréales vivrières, une répartition inégale du matériel agricole chez les gros producteurs entraînent de la malnutrition, l'insuffisance de revenus et un état de santé précaire (paludisme, diarrhées), dont souffrent notamment les enfants et les femmes. Parmi les problèmes s'ajoutent également la coupe excessive des boisements de karités et de nérés.
Entre 2006 et 2008, la commune a bénéficié d'un plan de sécurité alimentaire du Commissariat à la sécurité alimentaire et du PROMISAN (Projet de Mobilisation des Initiatives en matière de Sécurité Alimentaire au Mali) avec le soutien de l'USAID. Ce plan a porté notamment sur la réalisation de magasins de stockage des céréales (banques de céréales), gérées par des comités, pour limiter les pertes agricoles, le reboisement de karités et de nérés, la construction de micro-barrages, et la formation des femmes aux pratiques culinaires, pour l'amélioration de la qualité nutritionnelle.

## Politique
Lors de l'élection présidentielle de 2018, selon le Ministère de l'administration territoriale, 3 655 votant-e-s ont participé au scrutin, et accordé 1836 voix au président Ibrahim Boubacar Keita soit 50,2 %, lors du 1er tour, le 29 juillet 2018. Les candidats suivants dans les résultats étaient Soumaïla Cissé, Choguel Kokalla Maïga et Aliou Diallo,. Au second tour, le 12 août, sur 8 200 inscrit-e-s, seuls 2 743 ont participé au scrutin (33,5 %), avec un résultat de 2 211 voix (80 %) en faveur de d'Ibrahim Boubacar Keita.